# Coremia
Coremia är ett släkte av skalbaggar. Coremia ingår i familjen långhorningar.
Kladogram enligt Catalogue of Life:
| Coremia | \| \| Coremia plumipes \| \| \| \| \| \| Coremia signaticollis \| \| \| \| |
|         | \| \| Coremia plumipes \| \| \| \| \| \| Coremia signaticollis \| \| \| \| |
|         | Coremia plumipes                                                           |
|         |                                                                            |
|         | Coremia signaticollis                                                      |
|         |                                                                            |